# Geolycosa rogersi
Geolycosa rogersi är en spindelart som beskrevs av Wallace 1942. Geolycosa rogersi ingår i släktet Geolycosa och familjen vargspindlar. Inga underarter finns listade i Catalogue of Life.